# EasyBCD
EasyBCD ist ein Programm, das von NeoSmart Technologies entwickelt wurde. Es wird zum Konfigurieren und Anpassen des von Microsoft entwickelten Bootloaders Bootmgr verwendet, der Teil der Boot Configuration Data (BCD) der Windows-Versionen Windows Vista und jünger ist. EasyBCD kann benutzt werden, um eine Multi-Boot-Konfiguration zwischen diesen und vorhergehenden Versionen von Windows, sowie Linux, BSD und Mac OS X zu erstellen.

## Unterstützte Betriebssysteme
EasyBCD ändert den Bootloader der genannten Systeme, um Unterstützung für andere Einträge hinzuzufügen. Windows NT, 2000 und XP werden unterstützt durch Laden ihres Bootloaders NTLDR („Chainloading“); DOS, Windows 3.x, 95, 98 und Me werden mit Hilfe von geänderten Versionen von IO.sys und des Windows 9x Bootsektors geladen; Linux und BSD werden entweder geladen, indem die Kontrolle des Bootprozesses an GRUB und/oder LILO weitergegeben wird, oder durch Benutzung des eigenen NeoGrub-Moduls von EasyBCD (welches auf GRUB4DOS basiert); Mac OS X schließlich wird mit Hilfe des Darwin Bootloaders geladen.

## Features

### Bootloader
EasyBCD hat eine Anzahl von Features, die sich auf den Bootloader beziehen. Sie können benutzt werden, um den Bootloader zu reparieren und zu konfigurieren. In der „Manage Bootloader“-Abteilung von EasyBCD ist es möglich, zwischen den Bootloadern BOOTMGR und NTLDR im Master Boot Record zu wählen, während Windows läuft. EasyBCD bietet auch die Möglichkeit, die BCD zu sichern und wiederherzustellen.
Im „Diagnostics Center“ (Diagnosecenter) ist es möglich, einen defekten BCD-Speicher zurückzusetzen und automatisch die notwendigen Einträge für das gegenwärtige Betriebssystem zu generieren. Ebenso kann man von dort nach fehlenden oder zerstörten Boot-Dateien suchen und diese wenn nötig wiederherstellen.
EasyBCD kann benutzt werden, um das Laufwerk, von dem gebootet wird, zu ändern, um die Einträge im Bootloader umzubenennen oder deren Reihenfolge zu ändern und um bestehende Einträge so zu ändern, dass sie auf ein anderes Laufwerk zeigen.

### Windows
EasyBCD unterstützt eine Anzahl von verschiedenen Windows-Einträgen für folgende Betriebssysteme:
- DOS 6.x
- Windows 95-Me
- Windows 2000/XP/2003
- Windows Vista/Server 2008
- Windows 7
- Windows 8
- Windows 10

Abhängig von der Version von Windows, deren Starteintrag in EasyBCD hinzugefügt wird, können bestimmte andere Optionen verfügbar sein. So ist es zum Beispiel möglich, die Unterstützung für unsignierte Treiber bei 64-Bit Windows-Installationen zu aktivieren bzw. zu deaktivieren, einzustellen, dass in den abgesicherten Modus gebootet werden soll, und Data Execution Prevention/das NoExecute-Bit zu deaktivieren.

### Windows PE
Windows PE 2.0 wird durch ein separates Modul in EasyBCD unterstützt. EasyBCD kann in zwei verschiedene Windows PE 2.0 Systeme booten:
- Komprimierte Windows PE WIM (Windows Imaging Format) Abbilder
- Windows PE Partitionen

EasyBCD unterstützt das Booten von WinPE 2.0 WIM-Abbildern, die auf einer beliebigen lokalen Partition gespeichert sind, durch die Bereitstellung des Pfades zur WIM-Datei. EasyBCD rekonfiguriert das BCD automatisch, um die Unterstützung für das WIM-Format hinzuzufügen. Es kann auch in ein Windows PE-Dateisystem booten, dass in der Wurzel eines gemounteten Laufwerks entpackt wurde.

### Linux/BSD
EasyBCD kann Linux und BSD auf folgenden zwei Wegen booten: 
- Chainloading GRUB/LILO/etc.
- NeoGrub

Die traditionelle Chainloading-Methode erstellt ein Abbild des GRUB/LILO-Bootsektors auf der lokalen Festplatte und lädt dieses Abbild zur Bootzeit, um den zweiten Bootloader zu laden (Chainloading), der schon konfiguriert sein sollte, um in Linux oder BSD zu booten.
EasyBCD bietet auch NeoGrub an, eine angepasste Version von Grub für DOS, die konfiguriert werden kann, indem man die Datei C:\NST\menu.lst erstellt, in der mit der Standard-GRUB-Syntax die benötigten Informationen für das Hineinbooten in die jeweiligen Windows-, Linux- oder BSD-Partitionen aufgeführt werden.

### Mac OS X
EasyBCD kann den Mac OS X Darwin Bootloader durch Chainloading laden, um das OS X zu laden, welches auf einer anderen Partition oder einem anderen physischen Laufwerk residiert. Es ist nicht nötig, dass Darwin im Bootsektor der OS X-Partition installiert ist.